# Firefly (serial telewizyjny)
Firefly – amerykański serial science fiction z 2002 roku osadzony w realiach kosmicznego westernu stworzony przez scenarzystę i reżysera Jossa Whedona, twórcę Buffy: Postrach wampirów oraz Anioła ciemności. Producentami wykonawczymi byli Joss Whedon oraz Tim Minear.
Firefly miał premierę w Stanach Zjednoczonych oraz w Kanadzie w stacji telewizyjnej FOX 20 września 2002 roku. Pomimo wysokich oczekiwań względem projektu prowadzonego przez Jossa Whedona w połowie grudnia 2002 roku Firefly miał średnio tylko 4,7 miliona widzów na odcinek i był 98 w rankingu Nielsen Ratings. Serial został zdjęty z anteny po wyemitowaniu 11 z 14 wyprodukowanych odcinków. Mimo w miarę krótkiego okresu “życia” Firefly osiągnął wysokie wyniki sprzedaży gdy został wydany na DVD oraz miał duże wsparcie ze strony fanów serialu, którzy organizowali różne kampanie mające na celu przywrócenie serialu. W roku 2003 Firefly zdobył nagrodę Emmy za wybitne efekty specjalne w serialu. Niesłabnące zainteresowanie oraz sukcesy serialu doprowadziły Whedona wraz z wytwórnią Universal Pictures do wyprodukowania filmu opartego na serialu – Serenity. Franczyza Firefly rozszerzyła się z serialu oraz filmu również na inne media, w tym kilka komiksów oraz gier fabularnych.
Akcja serialu dzieje się w roku 2517, po przybyciu ludzi do nowego układu gwiezdnego, i śledzi losy załogi statku kosmicznego Serenity klasy Firefly. Whedon opisuje serial jako historię „dziewięciu osób patrząc w otchłań kosmosu i widzących dziewięć różnych rzeczy”.
Serial ukazuje życie ludzi, którzy walczyli po przegranej stronie wojny domowej, a teraz starają się utrzymać na obrzeżach społeczeństwa, jako część osadniczej kultury, która istnieje na peryferiach ich układu gwiezdnego. W dodatku jest to przyszłość, w której tylko dwa ocalałe supermocarstwa, Stany Zjednoczone oraz Chiny, połączyły się w celu utworzenia centralnego rządu federalnego, nazwanego Sojuszem, będącego również fuzją tych dwóch kultur. Według wizji Whedona „w przyszłości nic się nie zmieni: technologia będzie rozwijać się, ale my wciąż będziemy mieli te same polityczne, moralne i etyczne problemy jak dziś”.

## Fabuła
XXVI wiek. Przygody załogi małego transportowego statku kosmicznego „Serenity” klasy Firefly na obrzeżach kosmicznej cywilizacji w układzie planetarnym, w którym rządzi totalitarny reżim.

## Produkcja

### Początek
Joss Whedon opracował koncepcję serialu po przeczytaniu The Killer Angels (autorstwa Michaela Shaara), kroniki opisującej Bitwę pod Gettysburgiem, która miała miejsce podczas wojny secesyjnej. Whedon chciał śledzić losy ludzi którzy walczyli po przegranej stronie i ich późniejsze doświadczenia jako pionierzy oraz imigranci na obrzeżach cywilizacji, podobnie jak miało to miejsce po amerykańskiej wojnie secesyjnej w erze rekonstrukcji oraz kulturze dzikiego zachodu. Planował by Firefly był „dramatem stylizowanym na film Dyliżans z bohaterami którzy starają odnaleźć się w ponurym środowisku osadniczym.” Whedon chciał by serial był o namacalnej naturze życia, gdzie egzystencja była bardziej fizyczna i trudna. Po przeczytaniu The Killer Angels Whedon przeczytał książkę o żydowskich bojownikach partyzanckich podczas II wojny światowej, która również miała na niego wpływ. Whedon chciał stworzyć coś dla telewizji co było bardziej oparte na charakterach i naturalne niż większość nowoczesnych science-fiction. Czuł, że telewizyjne science-fiction stało się zbyt nieskazitelne i oderwane.
Whedon chciał dać serialowi nazwę wskazująca ruch oraz moc i czuł, że „Firefly” miał obie te cechy. Stosunkowo niewielkie znaczenie tego potężnego wyrazu dodawało mu uroku. Ostatecznie Whedon zdecydował się stworzyć statek na obraz świetlika (z ang. firefly).

### Format
Podczas kręcenia odcinka pilotażowego Whedon starał się przekonać stację FOX by serial był wyświetlany w formacie panoramicznym. W związku z tym celowo filmował sceny z aktorami na skrajach krawędzi z obu stron, tak aby mogły być wyświetlane tylko w formacie panoramicznym. Doprowadziło to do kilku scen w wydaniu DVD (i później Blu-ray) gdzie przedmioty, które powinny być widoczne (jak np. jarzmo statku) nie są, ponieważ nie były potrzebne w formacie nie-panoramicznym. Jednakże pilot został odrzucony przez kierownictwo FOX, które uważało, że brakuje w nim akcji oraz kapitan jest zbyt „uparty”. Nie podobała im się również scena, w której załoga statku ustąpiła szefowi mafii, ponieważ scena ta sugerowała, że załoga „jest nikim”. W piątkowe popołudnie FOX poinformowało Whedona, że musi złożyć nowy scenariusz dla odcinka pilotażowego w poniedziałek rano albo serial nie zostanie wyemitowany. Whedon i Tim Minear zamknęli się na cały weekend by napisać scenariusz dla nowego pilota, „The Train Job”. Pod kierunkiem FOX dodali „większych niż w życiu” bohaterów takich jak pachołek „Crow" i ludzi o błękitnych rękach („hands of blue”), którzy wprowadzili zakończenie w stylu Z Archiwum X.
W przypadku nowego odcinka pilotażowego FOX dało jasno do zrozumienia, że odcinek nie zostanie wyświetlony w formacie panoramicznym. Whedon i załoga czuli, że muszą „służyć dwóm panom” przez kręcenie w formacie panoramicznym dla ewentualnego wydania DVD, oraz przez utrzymanie obiektów w kadrze tak by wciąż to sprawnie działało, gdy będzie wyświetlane w pełno klatkowym trybie pan & scan. Aby uzyskać uczucie głębi i realizmu, odcinki były kręcone w dokumentalnym stylu, z ręcznie trzymanymi kamerami, nadając im wygląd „znalezionego nagrania”, z celowo źle skadrowanymi lub nieostrymi obiektami. Jak Whedon tłumaczył „...nie bądź wyniosły, nie bądź poważny – bądź odnaleziony, bądź szorstki i wywrotny i doku[mentalny] i jesteś-tam”. Komputerowo generowane sceny naśladowały ruch kamery trzymanej w ręce. Jednakże styl ten nie został wykorzystany, gdy kręcone były sceny z udziałem rządu centralnego, Sojuszu („Alliance”). Śledzenie i stabilizacja kamery były użyte w celu pokazania sterylności tego aspektu świata Firefly. Kolejny stylem użytym na potrzeby serialu były flary obiektywu, nawiązującym do telewizji z lat 70. Styl ten był pożądany do tego stopnia, że reżyser obrazu, David Boyd, odesłał najnowocześniejsze obiektywy, które redukowały refleksy świetlne i wymienił je na tańsze.
W przeciwieństwie do innych seriali science fiction, w których dodaje się dźwięk do scen mających miejsce w przestrzeni kosmicznej by osiągnąć dramaturgię, Firefly przedstawia kosmos jako ciszę, ponieważ próżnia nie może przenosić dźwięku.

### Scenografia
Scenograf Carey Mayer zbudował statek Serenity w dwóch częściach (po jednej na każdy poziom) jako kompletny plan z sufitami i oświetleniem zamontowanym jako część planu tak by kamery mogły z nich korzystać wraz z ruchomymi elementami. Dwuczęściowy plan statku pozwolił by drugi zespół kręcił w jednej części podczas gdy aktorzy i pierwszy zespół pracowali niezakłócenie w drugiej części planu. Whedon wspomina: „...mogłeś to ruszyć lub przesunąć coś dużego, tak że można było dostać się do i w okolicę wszystkiego. Oznaczało to, że środowisko pracy współpracowało z nami i nie było potrzeby by wprowadzać wiele zmian.” Taki układ planu dawał również inne korzyści. Jedną z nich było to, że pozwalało widzom czuć się jakby naprawdę byli na statku. Dla Whedona projekt statku był kluczowy przy określaniu znanego miejsca dla widza, i fakt że nie było w nim „tysiąca czterystu pokładów i holodeków oraz wszystko-na-co-masz-ochotę bufetu na tyłach.” Chciał pokazać, że było to utylitarne i że było „zdezelowane, ale nadające się do zamieszkania, a ostatecznie, było domem.” W komentarzu do wydania DVD Joss Whedon wspomina, że każdy pokój reprezentował uczucie bądź bohatera, zwykle przekazywane przez kolor farby. Wyjaśnia, że gdy przemieszczasz się od tyłu statku gdzie znajduje się maszynownia w kierunku mostku, kolory i nastrój zmieniają się z niezwykle ciepłych na chłodne. Oprócz wywoływania nastroju związanego z postacią, która spędza najwięcej czasu w danym pomieszczeniu, układ kolorów nawiązuje do generowanego ciepła przez ogon statku. Whedonowi zależało również na wykorzystaniu miejsca w pionie, stąd, dostęp do kwater załogi za pomocą drabin był ważny. Inną zaletą scenografii było to, że pozwalała aktorom pozostać w chwili i oddziaływać na siebie, bez potrzeby zatrzymania po każdym ujęciu i przestawiania się do następnego. Pozwoliło to kręcić serial w stylu dokumentalnym do którego Whedon dążył.
Na wygląd planu wpłynęło kilka rzeczy, włączając przesuwane drzwi i małe kabiny przywodzące na myśl japońskie hotele. Artysta Larry Dixon zauważył, że ściany ładowni „przypominają o przeplocie, nachodzących na siebie wzorach azjatyckich, zręcznie nawiązują do Amerykańsko-Chińskiego Sojuszu, a zarazem tworzą artystyczny układ dla głębszej płaszczyzny.” Dixon zauważył również jak scenografia wpłynęła na narrację poprzez użycie kolorów, głębi i kompozycji, światła, jak i również użycie przekątnych i cieni wzorzystych.
Ich niewielki budżet był kolejnym powodem do wykorzystanie statku przez większą część opowieści. Gdy załoga opuszczała statek, światy miały ziemską atmosferę i kolory ponieważ nie mogli pozwolić sobie na projektowanie obcych światów. „Nie chciałem udawać się do Yucca Flats w każdym epizodzie i zamieniać je w Udziwniony Świat poprzez dodawanie pomarańczowego nieba”, wspomina Whedon. Jak Mayer wspominał: „Myślę, że wrażenie końcowe było takie, że skończyliśmy na używaniu wielu miejsc i plenerów które wydawały się zbyt westernowe i siłą rzeczy nie chcieliśmy iść w tym kierunku; ale w pewnym momencie stało się to po prostu mniejszym złem – co faktycznie mogliśmy stworzyć w trzy dni?”

### Muzyka
Kompozytorem muzyki dla serialu jest Greg Edmonson. W jednej z wypowiedzi stwierdził, że komponował ją dla emocji danej chwili. Jednak jeden z recenzentów zauważył, że kompozytor pisał również dla znaków, stwierdzając: „...Edmonson opracował specjalną kolekcję muzycznej symboliki dla serialu...” By lepiej zobrazować tę kolekcję, recenzent dał kluczowym „podpisom” różne nazwy, wskazując że „Serenity” przywołuje motyw serialu i jest użyta gdy załoga powracała na statek, lub gdy spotykała się potajemnie; to był „dźwięk ich domu”. Gitara oraz skrzypce użyte w tym utworze są instrumentami przenośnymi pasującymi do stylu życia załogi statku: „...muzyka, którą tworzą przywołuje utwory grane na otwartej przestrzeni, przez ludzi którzy byli wczoraj setki mil (od domu). 'Serenity' przywołuje koczowniczy trym życia załogi i podkreśla zachodni aspekt serialu”. Kolejnym emocjonalnym podpisem były „Smutne Skrzypce”. Zostały użyte pod koniec Bitwy o Dolinę Serenity (Battle of Serenity Valley), ale również stanowiły podstawę do żartu Mala na Simonie, gdy ten powiedział mu, że Kaylee nie żyje w odcinku „Serenity”. Najbardziej pamiętliwym użyciem „smutnych skrzypiec” jest końcowa scena odcinka „The Message”, kiedy załoga opłakuje śmierć Tracego. Była to ostatnia scena ostatniego odcinka, która została nakręcona z udziałem aktorów, i tym samym była ona postrzegana przez nich i Edmonsona jako pożegnanie z Firefly. By wskazać zbliżające się niebezpieczeństwo, „Zagrożenie” było użyte, które jest „niskim pulsem, jak bicie serca, z głębokimi dzwonami i niskimi smyczkami”. Recenzent zauważa również podpisy związane z postaciami występującymi w serialu. Przestępca Niska ma swój własny podpis: wschodnioeuropejskie i bliskowschodnie melodie na niskim burdonie. Podpisem Simona i River był fortepian grany słabo ze skrzypcami w tle. Jest to przeciwieństwem do przenośnych instrumentów w „Serenity”: fortepian jest instrumentem, który nie jest łatwy do przeniesienia i przywołuje obraz „odległego domu i rodziny za którą oboje tęsknią.” Różne podpisy zostały w większości wprowadzone w odcinku pilotażowym „Serenity”, i pomogły spotęgować narrację.

W każdym odcinku ścieżka dźwiękowa wzmacniała moje doznania z tego inteligentnego i niezwykłego serialu. Używając i łącząc wszystkie te podpisy Greg Edmonson uwydatnił aspekty historii opowiadanej w Firefly i bohaterów, które nigdy nie zostały wyraźnie ujawnione w innych elementach serialu.

Ścieżka dźwiękowa wyrażała połączenie kultur ukazanych w serialu. Kowbojska gitara zmieszana z wpływami azjatyckimi utworzyła idealny nastrój dla serialu. Jeden z recenzentów stwierdził:

Stara muzyka z przyszłości – muzyka unosząca się znad ogniska i szorstcy [sic] kowboje wymieszani z ciepłymi, melancholijnymi dźwiękami kultury azjatyckiej i, okazjonalnie, z zimnymi imperialnymi trąbkami, zapowiadającymi złowieszczą strukturalną obecność dominującego rządu. Całkowicie powalające.
– Steve Townsley

Utwór tytułowy, „The Ballad of Serenity”, został napisany przez Jossa Whedona i wykonany przez Sonny’ego Rhodesa. Whedon napisał utwór zanim serial dostał zielone światło i wstępne nagranie wykonane przez Whedona można znaleźć na płycie DVD. Ścieżka dźwiękowa została wydana na CD 8 listopada 2005 roku przez Varèse Sarabande, mimo że 40-minutowy soundtrack został wydany przez Fox Music we wrześniu 2005 roku jako cyfrowy EP.
Lista utworów (utwory 1-17 pojawiły się w wydaniu cyfrowym i CD):
| Nr  | Tytuł utworu                                                                    | Długość |
| --- | ------------------------------------------------------------------------------- | ------- |
| 1.  | „Firefly – Main Title”                                                          | 0:52    |
| 2.  | „Big Bar Fight” (z „The Train Job”)                                             | 1:56    |
| 3.  | „Heart of Gold Montage” (z „Heart of Gold”)                                     | 2:10    |
| 4.  | „Whitefall/Book” (z Serenity”, „The Message”)                                   | 2:20    |
| 5.  | „Early Takes Serenity” (z „Objects in Space”)                                   | 2:36    |
| 6.  | „The Funeral” (z „The Message”)                                                 | 2:36    |
| 7.  | „River's Perception/Saffron” (z „Objects in Space”, „Our Mrs. Reynolds”)        | 2:14    |
| 8.  | „Mal Fights Niska/Back Home” (z „War Stories”, „Shindig”)                       | 1:54    |
| 9.  | „River Tricks Early” (z „Objects in Space”)                                     | 3:30    |
| 10. | „River Understands Simon” (z „Safe”)                                            | 2:04    |
| 11. | „Leaving/Caper/Spaceball” (z „Trash”, „Objects in Space”, „Bushwhacked”)        | 2:39    |
| 12. | „River's Afraid/Niska/Torture” (z „Ariel”, „The Train Job”, „War Stories”)      | 3:21    |
| 13. | „In My Bunk/Jayne's Statue/Boom” (z „War Stories”, „Jaynestown”, „Bushwhacked”) | 2:28    |
| 14. | „Inara's Suite” (z „The Train Job”, „Serenity”, „War Stories”)                  | 3:29    |
| 15. | „Out of Gas/Empty Derelict” (z „Out of Gas”, „Bushwhacked”)                     | 1:50    |
| 16. | „Book's Hair/Ready for Battle” (z „Jaynestown”, „Heart of Gold”)                | 1:59    |
| 17. | „Tears/River's Eyes” (z „Serenity”, „Objects in Space”)                         | 1:59    |
| 18. | „Cows/New Dress/My Crew” (z „Safe”, „Shindig”)                                  | 2:11    |
| 19. | „Boarding the Serenity/Derelict” (z „War Stories”, „Bushwhacked”)               | 2:02    |
| 20. | „Burgess Kills/Captain & Ship” (z „Heart of Gold”, „Out of Gas”)                | 3:26    |
| 21. | „Saved/Isn't Home?/Reavers” (z „Out of Gas”, „The Train Job”, „Serenity”)       | 2:55    |
| 22. | „Reavers Chase Serenity” (z „Serenity”)                                         | 3:22    |
| 23. | „River's Dance” (z „Safe”)                                                      | 1:50    |
| 24. | „Inside the Tam House” (z „Safe”)                                               | 2:22    |
| 25. | „Dying Ship/Naked Mal” (z „Out of Gas”)                                         | 2:10    |

### Casting
W obsadzaniu swojej dziewięcioosobowej załogi Whedon spoglądał najpierw na aktorów i zastanawiał się jaka jest między nimi chemia. Członek obsady Sean Maher wspomina, „Tak więc zebrał on nas wszystkich razem i myślę, że było to bardzo szybko, jakoś tak od razu, wszyscy natychmiastowo zgraliśmy się.” Każdy z dziewięciu członków obsady został wybrany przed rozpoczęciem zdjęć do serialu. Jednak w trakcie kręcenia oryginalnego pilota „Serenity” Whedon zadecydował, że Rebecca Gayheart jest nieodpowiednia do roli Inary Serry, i kręcił jej sceny w pojedynkę, tak by było łatwiej ją zastąpić. Morena Baccarin zgłosiła się na casting do roli i dwa dni później była na planie swojego pierwszego serialu. „Joss sprowadził mnie z pokoju przesłuchań jak dumny ojciec, trzymając mnie za rękę i przedstawiając mnie,” wspomina Baccarin.
Whedon zwrócił się do Nathana Filliona by zagrał główną rolę jako Malcolm Reynolds; po usłyszeniu założeń i obejrzeniu ujęć do odcinka pilotażowego, Fillion był bardzo zainteresowany. Nathan Fillion został jeszcze kilka razy zaproszony na przesłuchanie do roli zanim został obsadzony jako Malcolm Reynolds. Zauważył, że „to było naprawdę ekscytujące. Była to moja pierwsza główna rola i byłem bardzo zdenerwowany, ale naprawdę chciałem tę rolę, i chciałem opowiedzieć tę historię”. Fillion później powiedział, że mu „serce pękło” gdy dowiedział się, że serial został skasowany.
Alan Tudyk brał udział w przesłuchaniu przez biuro castingowe i kilka miesięcy później został wezwany na testowe przesłuchanie, gdzie spotkał się z Whedonem. Powiedziano mu później by wrócił i wziął udział w testowych przesłuchaniach wraz z możliwymi kandydatkami do roli Zoe (żona Washa) oraz to, że pod uwagę brany jest on i jeszcze jeden kandydat. Kandydatki do roli Zoe zostały odrzucone (ostatecznie Gina Torres otrzymała rolę) i Tudyk został odesłany do domu, później jednak otrzymał telefon informujący go, że dostał rolę. Jego taśma z przesłuchania pojawiła się w wydaniu DVD w opcjach specjalnych.
Gina Torres, weteranka kilku seriali i filmów w świecie science fiction i fantasy (Cleopatra 2525, Matrix Reaktywacja, Agentka o stu twarzach, Hercules: The Legendary Journeys) była z początku nie zainteresowana pracą przy kolejnej produkcji science fiction, ale „została przekonana przez jakość materiału źródłowego.” Torres wspomina: „Więc masz tych wątpliwych bohaterów zamieszkujących wyzywający świat i to tworzy podstawę do świetnej narracji. I nie ma kosmitów!”.
Dla Adama Baldwina, który dorastał oglądając westerny, rola Jayne’ego Cobba była wymarzona.
Kanadyjska aktorka Jewel Staite nagrała swoje przesłuchanie z Vancouver i została zaproszona do Los Angeles by spotkać się z Whedonem, i w rezultacie została obsadzona do roli Kaylee Frye, mechanika statku.
Sean Maher wspomina czytanie do roli i polubienie postaci Simona Tama, jednak to osobowość Whedona i wizja „przypieczętowały umowę” dla niego. Do roli siostry Simona, River Tam, Whedon wezwał Summer Glau na przesłuchanie i test tego samego dnia. Glau pracowała wcześniej z Whedonem przy serialu Anioł ciemności w odcinku „Waiting in the Wings”. Dwa tygodnie później Whedon zadzwonił do niej by powiedzieć, że dostała rolę.
Weteran telewizji, aktor Ron Glass powiedział, że przed Firefly nie doświadczył bądź też nie szukał roli w klimatach science-fiction lub westernu, ale zakochał się w scenariuszu pilota i postaci Shepherda Booka.

### Pracownicy produkcji
Tom Minear został wybrany przez Whedona na show runnera – osobę, która jest głównym scenarzystą i kierownikiem produkcji. Według Whedona „[Minear] zrozumiał serial jak żaden inny człowiek, i właśnie dodał do niego bardzo dużo, że myślę o nim tak jakby był zawsze jego częścią.” Wielu innych pracowników produkcji było wybranych spośród osób z którymi Whedon pracował w przeszłości, z wyjątkiem kierownika zdjęć Davida Boyda, który był „wielkim odkryciem” i który był „pełen radości i energii”
Scenarzyści zostali wybrani po rozmowach kwalifikacyjnych i próbkach skryptu. Wśród osób wybranych byli José Molina, Ben Edlund, Cheryl Cain, Brett Matthews, Drew Greenberg i Jane Espenson. Espenson napisał esej o procesie pisania z Mutant Enemy (firmy produkcyjnej założonej przez Jossa Whedona). Posiedzenie odbywa się i pomysły są wysuwane, głównie przez Whedona, i scenarzyści podczas burzy mózgów opracowują temat przewodni danego odcinka i rozwój postaci. Następnie, scenarzyści (z wyjątkiem tych pracujących nad odcinkiem z poprzedniego tygodnia) spotykają się w poczekalni do biura Whedona by rozpocząć dzielenie historii na akty i sceny. Dla zespołu, jednym z kluczowych komponentów w projektowaniu aktów jest decydowanie gdzie zrobić przerwę na reklamę i zapewnienie, że widz powróci po niej. „Znalezienie tych momentów w historii pomaga nadać jej kształt: pomyśl o nich jak o słupkach do namiotu, które wspierają strukturę.” Dla przykładu, w „Shindig”, przerwa na reklamę pojawia się, gdy Malcolm Reynolds jest ciężko ranny i przegrywa pojedynek. „Nie kończy się gdy Mal odwraca walkę na swoją korzyść, gdy stoi zwycięsko nad swoim przeciwnikiem. Obie sceny są ważnymi momentami, ale jedna z nich pozostawia ciebie w stanie zaciekawienia, a druga nie.” Następnie scenarzyści opracowują sceny na białej tablicy, przedstawiającej “krótki uporządkowany opis każdej sceny.” Scenarzysta zostaje wybrany do stworzenia zarysu koncepcji odcinka – okazjonalnie z jakimiś dialogami i żartami – w jeden dzień. Zarys przekazywany jest do show runnera Tima Mineara, który poprawia go w ciągu dnia. Później scenarzysta używa poprawiony zarys do napisania pierwszego szkicu scenariusza podczas gdy inni scenarzyści pracują nad kolejnymi. Szkic ten jest zwykle poddawany korekcie w ciągu trzech do czternastu dni; następnie drugi i czasami trzeci szkic zostaje napisany. Po wszystkich korektach ostateczna wersja szkicu zostaje opracowana jako „szkic do kręcenia” (shooting draft).

## Obsada

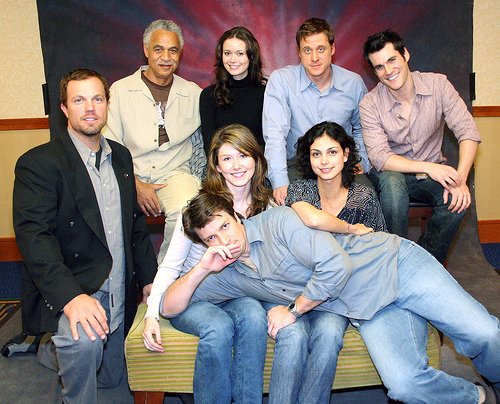
Obsada serialu (od lewej): Adam Baldwin, Ron Glass, Summer Glau, Alan Tudyk, Sean Maher, Jewel Staite, Morena Baccarin i Nathan Fillion: ośmiu z dziewięciu głównych aktorów (na zdjęciu nie znajduje się: Gina Torres).

- Nathan Fillion – kapitan Malcolm 'Mal' Reynolds
- Gina Torres – Zoe Alleyne Washburne
- Alan Tudyk – Hoban 'Wash' Washburne
- Morena Baccarin – Inara Serra
- Adam Baldwin – Jayne Cobb
- Jewel Staite – Kaywinnit Lee „Kaylee” Frye
- Sean Maher – doktor Simon Tam
- Summer Glau – River Tam
- Ron Glass – Derrial Book znany również jako Shepherd Book

## Lista odcinków
| Epizod # | Tytuł               | Data premiery        | Emisja # | Kod odcinka | Reżyser            | Scenariusz              |
| -------- | ------------------- | -------------------- | -------- | ----------- | ------------------ | ----------------------- |
| 1        | „Serenity”          | 20 grudnia 2002      | 11       | 1AGE79      | Joss Whedon        | Joss Whedon             |
| 2        | „The Train Job”     | 20 września 2002     | 1        | 1AGE01      | Joss Whedon        | Joss Whedon, Tim Minear |
| 3        | „Bushwhacked”       | 27 września 2002     | 2        | 1AGE02      | Tim Minear         | Tim Minear              |
| 4        | „Shindig”           | 1 listopada 2002     | 6        | 1AGE03      | Vern Gillum        | Jane Espenson           |
| 5        | „Safe”              | 8 listopada 2002     | 7        | 1AGE04      | Michael Grossman   | Drew Z. Greenberg       |
| 6        | „Our Mrs. Reynolds” | 4 października 2002  | 3        | 1AGE05      | Vondie Curtis-Hall | Joss Whedon             |
| 7        | „Jaynestown”        | 18 października 2002 | 4        | 1AGE06      | Marita Grabiak     | Ben Edlund              |
| 8        | „Out of Gas”        | 25 października 2002 | 5        | 1AGE07      | David Solomon      | Tim Minear              |
| 9        | „Ariel”             | 15 listopada 2002    | 8        | 1AGE08      | Allan Kroeker      | Jose Molina             |
| 10       | „War Stories”       | 6 grudnia 2002       | 9        | 1AGE09      | James A. Contner   | Cheryl Chain            |
| 11       | „Trash”             | 28 czerwca 2003      | 12       | 1AGE12      | Vern Gillum        | Ben Edlund, Jose Molina |
| 12       | „The Message”       | 15 lipca 2003        | 13       | 1AGE13      | Tim Minear         | Joss Whedon, Tim Minear |
| 13       | „Heart of Gold”     | 19 sierpnia 2003     | 14       | 1AGE10      | Thomas J. Wright   | Brett Matthews          |
| 14       | „Objects in Space”  | 13 grudnia 2002      | 10       | 1AGE11      | Joss Whedon        | Joss Whedon             |

### Wskaźnik oglądalności
(Oglądalność w momencie skasowania serialu.)
| Sezon | Sezon | Oglądalność w USA | Sieć | Pozycja |
| ----- | ----- | ----------------- | ---- | ------- |
| 1     | 2002  | 4.48 miliona      | Fox  | #125    |